# Vicente Lukban

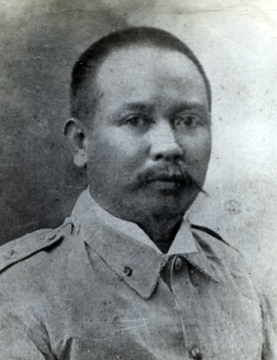
Vicente Lukbán

Vicente Lukban (Labo, 11 februari 1860 - Manilla, 16 november 1916) was een Filipijns generaal en politicus. Lukban was generaal tijdens de Filipijnse Revolutie en was van 1912 tot zijn dood in 1916 gouverneur van Tayabas, het tegenwoordige Quezon.

## Biografie
Vicente Lukban werd geboren in Labo, tegenwoordig gelegen in de Filipijnse provincie Camarines Norte. Hij was het eerste kind uit een gezin van zes kinderen van Agustin Lukban en Andrea Rillon. Een van zijn jongere broers was Justo Lukban. Lukban studeerde aan de Ateneo de Manila en het Colegio de San Juan de Letran in de Filipijnse hoofdstad Manilla. Nadien keerde hij terug naar Labo, waar hij vredesrechter was.
Kort voor de uitbraak van de Filipijnse Revolutie werd Lukban tijdens een zakenreis naar Manilla door de Spanjaarden gearresteerd en gevangengezet in Bilibid Prison. Na zijn vrijlating in januari 1897 sloot Lukan zich net als zijn broer Justo aan bij revolutionaire beweging. Lukban viel op tijdens de gevechten, onder meer bij Talisay en Mount Puray, en werd opgenomen in de staf van generaal Emilio Aguinaldo. Zodoende was Lukban aanwezig bij het ondertekening van het Pact van Biak-na-Bato. Samen met Emilio Aguinaldo en andere Filipijnse leiders vertrok hij naar Hongkong, waar ze in vrijwillige ballingschap leefden. 
Na terugkeer en de hervatting van de Filipijnse Revolutie werd Lukban benoemd tot kolonel. Hij hielp generaal Malvar bij de bevrijding van Tayabas van de Spaanse bezetting. Daarna werd hij uitgezonden naar Camarines. Daar aangekomen bleek de regio al van de Spanjaarden bevrijd. Kort daarop eindigde de Spaanse bezetting door de Slag in de Baai van Manilla en de daaropvolgende machtsovername door de Amerikanen. Op 29 oktober 1898 werd hij door Aguinaldo benoemd tot militair gouverneur van Camarines Sur. Op 21 december 1898 volgde een promotie tot generaal, waarna hij naar Leyte en Samar werd gezonden. Tot 27 april 1899 had hij de leiding in de provincie Leyte. Daarna was hij tot 1902 politiek en militair gouverneur van Samar. Gedurende die jaren voerde hij tijdens de Filipijns-Amerikaanse Oorlog met succes een guerrillaoorlog tegen de Amerikaanse machthebbers. Samar was een van de weinige plekken in de Filipijnse archipel waar de revolutionaire strijdkrachten successen boekten. De Amerikanen boden hem amnestie aan als hij zich overgaf, maar dat weigerde hij. Daarop werd er een beloning van 5000 peso op zijn hoofd gezet.
Op 28 september 1901 kwamen bij het Bloedbad van Balangiga 48 Amerikaanse manschappen, waaronder enkele officieren om het leven toen ze werden aangevallen door dorpelingen en guerrillastrijders. Lukban werd door de Amerikanen verantwoordelijk gehouden voor dit bloedbad, waarna de jacht op hem en zijn manschappen verder werd opgevoerd. Op 18 februari 1902 werd Lukban in zijn schuilplaats in Tami op Samar gevangen genomen door de Amerikanen. Hij werd naar Manilla gebracht waar hij op 15 juli 1902 gedwongen werd trouw te zweren aan de Amerikanen. Na zijn vrijlating bleef men hem in de gaten houden, omdat hij ervan verdacht werd de anti-Amerikaanse onder leiding van Artemio Ricarde te steunen. Op 25 januari 1904 werd hij samen met zijn broers Justo en Cayetano opgepakt en gevangengezet. Later werden ze echter op last van het Hooggerechtshof weer vrijgelaten wegens gebrek aan bewijs. Nadien was hij actief als zakenman en werd hij actief in de Nacionalista Party.
In 1912 werd Lukban namens de Nacionalista Party gekozen tot gouverneur van de provincie Tayabas, het tegenwoordige Quezon. Vier jaar later werd hij herkozen. Kort daarna werd Lukban echter ziek en overleed hij op 56-jarige leeftijd in zijn woning in Manilla.